# Fenibut
β-Fenil-γ-aminobuterna kiselina (fenibut) je derivat prirodnog inhibitornog neurotransmitera γ-minobuterne kiseline (GABA). Dodatak fenilnog prstena omogućava fenibutu da prođe kroz krvno-moždanu barijeru. Fenibut je u prodaji kao prehrambeni suplement. On nije odobren za uporebu kao lek u SAD-u i Evropi, mada se u Rusiji prodaje kao neuropihotropni lek. Postoje izveštaji po kojima on poseduje nootropna svojsta i da ima sposobnost poboljšanja neuroloških funkcija, međutim postoje i dijametralno suprotni nalazi. Generalno je prihavaćeno da fenibut ima anksiolitičko dejstvo kod životinja i ljudi. Fenibut je otriven u Sovjetskom Savezu tokom 1960-tih, i od tog vremena je korišten za tretiranje širokog opsega bolesti uključujući posttraumatski stres, anksioznost i insomniju.